# Маренко, Карло
Карло Маренко (итал. Carlo Marenco; 1 мая 1800, Кассольново, Павия — 20 сентября 1846, Савона, Лигурия) — итальянский драматург. Отец Леопольдо Маренко; кавалер Савойского гражданского ордена.

## Биография
Родился в Кассольново, Ломбардия. После окончания юридического факультета Туринского университета начал литературную деятельность. В 1826 году женился на Луизе Канторе Дель Паско. Занимал пост в департаменте финансов на Сардинии и несколько лет был мэром Чевы. Скончался в Савоне от брюшного тифа.

## Произведения
Как писатель относится к романтизму и сентиментализму. Особенностью его пьес была реалистичность персонажей и более широкое, по сравнению с традицией классицизма, развитие сюжета.
Во время работы над трагедиями «Pia de' Tolomei», «Corso Donati» и «Conte Ugolino» вдохновлялся Данте Алигьери. Был автором пьес «Arnoldo da Brescia», «Berengario», «Arrigo di Svevia», и «Corradino».